# Síntesis de Pelouze
La síntesis de Pelouze es un método de preparación de nitrilos a partir de la alquilación de cianuros alcalinos con sulfatos o fosfatos de alquilo. La reacción debe su nombre al químico Théophile-Jules Pelouze, quien sintetizó propionitrilo en 1834 a partir de un éter del alcohol propílico y ácido cianhídrico.
La reacción procede por medio de una SN2, por lo que el grupo R debe ser preferentemente metilo o alquilo primario.